# Bandera de la República Socialista de Montenegro
La bandera de la República Socialista de Montenegro fue adoptada por la RS de Montenegro en 1946 y cayó en desuso en 1993. Es una modificación de la bandera nacional de la RFS de Yugoslavia.

## Descripción
La bandera de la República Socialista de Montenegro es idéntica a la bandera de la RS de Serbia, con una franja roja en la parte superior, una franja azul a en la parte intermedia y una franja blanca en la parte inferior. En el centro, se encuentra una estrella roja con borde dorado.

## Banderas históricas

Bandera de la República Popular de Montenegro (1943-1946)
Bandera de la República Popular de Montenegro (1946-1963) y de la República Socialista de Montenegro (1963-1991)
Bandera de la República Popular de Montenegro (1946-1963) y de la República Socialista de Montenegro (1963-1991) (variante)